# Arivaldo Alves dos Santos
Arivaldo Alves dos Santos (Bahia, 19 november 1980), ook wel kortweg Ari genoemd, is een voormalig Braziliaans voetballer.

## Carrière
Ari speelde tussen 2000 en 2008 voor verschillende clubs, in Brazilië en Japan.